# Salman Akhtar
Salman Akhtar (* 31. Juli 1946 in Khairabad, damals United Provinces in Britisch-Indien, heute Uttar Pradesh) ist ein indisch-amerikanischer Psychoanalytiker, Autor und Professor für Psychiatrie und menschliches Verhalten am Jefferson Medical College in Philadelphia.

## Leben
Akhtar wurde in eine muslimische Familie im indischen Khairabad, Uttar Pradesh, geboren. Verwandt ist er mit Jan Nisar Akhtar, einem Bollywood-Film-Songwriter und Urdu-Dichter, sowie der Sängerin, Lehrerin und Schriftstellerin Safia Akhtar. Er ist der Bruder des Dichters und Filmtexters Javed Akhtar. Sein Sohn Kabir Akhtar ist ein amerikanischer Fernsehregisseur, der 2016 mit einem Emmy ausgezeichnet wurde.
Nach seinem MBBS-Abschluss an der Medical School der Aligarh Muslim University in Indien absolvierte er sein Praktikum am Maulana Azad Medical College der Universität von Delhi in Indien. Danach wurde er in Psychiatrie am Postgraduate Institute of Medical Education and Research bei N. N. Wig promoviert.
1973 zog er in die USA und absolvierte sein Praktikum und die psychiatrische Ausbildung am Medical Center der Universität von Virginia. Anschließend erhielt er eine psychoanalytische Ausbildung am Psychoanalytischen Institut von Philadelphia. Derzeit ist er Professor für Psychiatrie und menschliches Verhalten am Jefferson Medical College und Psychiater am Jefferson Universitätskrankenhaus sowie Ausbilder und Therapeut am Psychoanalytischen Zentrum in Philadelphia. 
Er ist in den Redaktionen des International Journal of Psychoanalysis und des International Journal of Applied Psychoanalytic Studies tätig. Zu seinen mehr als 300 Veröffentlichungen zählen auch 13 Bücher. Zudem ist er Reviewer für die Internationale Zeitschrift für Psychoanalyse und die Internationale Zeitschrift für angewandte psychoanalytische Studien. Des Weiteren hat er sieben Gedichtsammlungen veröffentlicht und fungiert als Scholar-in-Residence bei der InterAct Theatre Company in Philadelphia.

## Werke
- Immigration and Identity: Turmoil, Treatment, and Transformation. Jason Aronson, 1999, ISBN 978-0-7657-0232-6.
- Salman Akhtar (Hrsg.): Listening to Others: Developmental and Clinical Aspects of Empathy and Attunement. Jason Aronson, Plymouth 2007, ISBN 978-1-4616-2937-5 (eingeschränkte Vorschau in der Google-Buchsuche).
- Comprehensive Dictionary of Psychoanalysis. Karnac Books, 2009, ISBN 978-1-85575-860-5.
- Psychoanalytic Listening: Methods, Limits, and Innovations. Karnac Books, 2012, ISBN 978-1-78181-165-8.
- Sources of Suffering: Fear, Greed, Guilt, Deception, Betrayal, and Revenge. Karnac Books, 2014, ISBN 978-1-78241-228-1.